# Redarator
Redarator w mitologii rzymskiej był bogiem rolnictwa i wegetacji. Wraz z Obaratorem i Vervactorem patronował pracom polnym. Patronował pracom przy drugiej orce.